# František Zavřel (politik)
František Zavřel (15. října 1883 Zahnašovice – ???) byl československý politik a meziválečný poslanec Národního shromáždění za Československou národní demokracii.

## Biografie
Podle údajů k roku 1920 byl profesí rolníkem v Zahnašovicích. V roce 1924 se uvádí jako člen výboru zemědělské rady moravské.
V parlamentních volbách v roce 1920 získal za Československou národní demokracii poslanecké křeslo v Národním shromáždění.
Během 20. let 20. století se začal angažovat ve fašistickém hnutí, v organizaci Moravští fašisté, která byla soustředěna okolo týdeníku Hanácká republika (od roku 1923 pod názvem Národní republika). Hlavními postavami této fašistické skupiny byl František Zavřel a Robert Mach (1884-1945). Měla asi 500 členů a využívala kontakty na politiky z národně demokratické strany.